# Ондатже, Майкл
Филип Майкл Ондатже (англ. Philip Michael Ondaatje /ɒnˈdɑːtʃiː/; род. 12 сентября 1943, Коломбо, Шри-Ланка) — канадский писатель, поэт, преподаватель. Наибольшую известность ему принёс роман «Английский пациент» (англ. The English Patient), получивший Букеровскую премию (также по этому роману был снят одноимённый фильм, удостоившийся премии «Оскар»). В 2018 году роман «Английский пациент» удостоился специальной премии «Золотой Букер», которая была приурочена к 50-летию Букеровской премии и присуждается по итогам голосования читателей, посчитавших эту книгу лучшим романом из букеровского списка за 50 лет.

## Биография

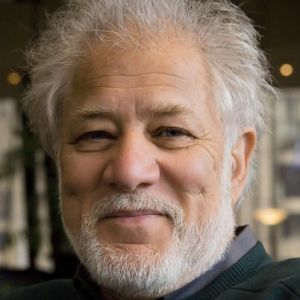
2017 год

Потомок бюргеров — детей от браков шри-ланкийцев с голландцами. В 1954 году юный Ондатже переехал со своей матерью Дорис Гратьяен в Англию, а затем в 1962 году переселился в Канаду и стал её гражданином.
Начал он своё обучение в колледже Бишопс и университете Бишопс, расположенного в пригороде Ленноксвилл города Шербрук провинции Квебек. Но из-за переезда в Торонто степень бакалавра получал в университете Торонто, а степень магистра получал в университете Куинс в Кингстоне, провинции Онтарио. Затем начал преподавать в Университете Западной Онтарио в Лондоне, провинции Онтарио. В 1970 году переехал в Торонто, где с 1971 по 1988 год преподавал английскую литературу в Йоркском университете и Глендон-Колледже.
Ондатже наиболее известен в мире своими романами, но в большей степени работает в области поэзии, выпустив уже 13 сборников.
Ондатже и его жена, писательница и филолог Линда Сполдинг (в последнее время также совместно с её дочерью от первого брака Эстой Сполдинг) входят в руководство литературного журнала «Brick», специализирующегося на документальной прозе исповедального характера.
В 1992 году учредил ежегодную литературную Премию Гратьяен за лучшее произведение на английском языке, написанное резидентом Шри-Ланки.

### Романы
- «Через бойню» («Coming Through Slaughter», 1976);
- «В шкуре льва» («In the Skin of a Lion», 1987), приквел к «Английскому пациенту»;
- «Английский пациент» («The English Patient», 1992);
- «Призрак Анил» («Anil’s Ghost», 2000);
- «Дивисадеро» («Divisadero», 2007);
- «Кошкин стол» («The Cat’s Table», 2011).
- «Военный свет» («Warlight», 2018).